# Realismo critico
Nell'ambito della corrente filosofica del realismo, che sostiene l'esistenza di una realtà indipendente dai nostri schemi concettuali, dalle nostre pratiche linguistiche, dalle nostre credenze, si distingue la posizione del realismo critico teorizzata da sei filosofi statunitensi (D. Drake, Arthur Oncken Lovejoy, J. B. Pratt, A. K. Rogers, Roy Wood Sellars, Charles Augustus Strong) e uno spagnolo George Santayana i quali collaborarono a descrivere i principi teorici della loro concezione nell'opera Saggi di realismo critico (1920), scritta in opposizione alle tesi dei neorealisti e degli idealisti.

## La critica all'idealismo
Questi autori ritengono, nell'opera Il nuovo realismo (1912), che l'errore degli idealisti sia quello di pensare che l'oggetto conosciuto appaia immediatamente come presente nella coscienza: il che comporta non solo un riavvicinamento alle teorie idealistiche ma soprattutto la confusione del dato conoscitivo con quello cosciente. Essere coscienti di un'allucinazione o di un sogno non vuol dire averne conoscenza, la quale è invece un processo mediato, costituito da passaggi successivi e collegati, mirante a stabilire i dati essenziali delle percezioni o dei fenomeni psichici. Solo così si può distinguere la verità dall'errore, riferendosi cioè al dualismo tra "essenze" e "cose o stati mentali": mentre queste si configurano in una dimensione spazio-temporale, le essenze sono il risultato di un'intuizione che nasce dopo una serie di percezioni del reale. La verità sarà allora quella che nasce quando si è in grado di attribuire un'essenza a un dato reale.
La capacità di identificare intuitivamente le essenze nelle esistenze spazio-temporali, secondo i realisti critici, è non solo una funzione del nostro intelletto ma anche la capacità degli organismi di rispondere praticamente all'ambiente culturale in cui si sviluppano.
Il pensiero non è dunque altro che il risultato della capacità di mediare tra l'esistenza e l'essenza e non, come ritengono gli idealisti, un'attività in grado di conoscere immediatamente dati reali di per sé evidenti.
Dopo aver assieme stabilito i principi guida del realismo critico gli autori di questa nuova concezione filosofica si differenziarono tra loro elaborando pensieri autonomi. Di particolare interesse sono le conclusioni metafisiche di Santayana e la riflessione autocritica di Lovejoy riportata nelle sue opere La rivolta contro il dualismo (1935) e La grande catena dell'essere (1936).